# Юлдашев, Мубарак Сайдакулович
Мубарак Сайдакулович Юлдашев (род. 1934, Чимкент, Казакская АССР, РСФСР — 2018) — казахский и узбекский художник. Народный художник Узбекистана (2000).

## Биография
Родился в 1934 году в городе Чимкенте Казакской АССР РСФСР в семье девяносто четырёхлетнего духовного служителя, из уважаемого в мусульманском мире рода Саидов, Юлдашходжи ибн Сайдакилхана и был самым младшим ребёнком в многодетной семье. Из-за религиозных гонений связанных с политикой СССР, его отец, Юлдашходжи был вынужден терпеть ущемления со стороны правящих сил, и после смерти жены вместе со своим младшим сыном перебрался в Таджикской ССР .
Среднюю школу Мубарак окончил в колхозе «Коминтерн» Кургантюбинского района Таджикиской ССР. После смерти 108-летнего отца, Мубарака определили в детский дом в Душанбе. Воспитатели детского дома, отметив неординарные способности мальчика в изобразительном искусстве, рекомендовали его в Душанбинское художественное училище имени Кемаледдина Бехзада. В 1952 году он стал учащимся этого заведения.
В 1956 году окончив с отличием училище, поступает в Ташкентский театрально-художественный институт имени Островского на отделение «театральной декорации».
В 1962 году с отличием сдаёт две дипломные работы на темы: «Восстание Вассе», «Насреддин в Бухаре»; и направляется художником постановщиком в Ташкентский театр оперы и балета имени Алишера Навои. На сцене театра он поставил оперу Пуччини «Тоска», попав тем самым в энциклопедию Узбекистана.
В 1964 году в связи с открытием Самаркандского театра оперы и балета был переведен туда главным художником. На сцене Самаркандского театра поставил свыше 14 спектаклей («Балеро», «Тахир и Зухра», «Зафар», «Кашмирская легенда», «Самаркандская легенда», «Любовь волшебница», «Равшан ва Зулхумор», «Жизель», «Лейли и Меджнун», «Бахчисарайский фонтан», «Хамза», и т. д.). Спектакль «Лейли и Меджнун» вошел во всесоюзную книгу «50 лет Советскому кино и театра». Опера «Ёрил-таш» вошла в энциклопедию Узбекистана.
В 1970 году был награждён орденом Ленина.
С 1972 года по 1981 год, переехав в Ташкент, работает педагогом в Ташкентском театрально художественном институте им. Островского. В дальнейшем и до сегодняшних дней Мубарак Юлдашев работает как свободный художник, чтобы воплотить свои творческие мечты и замыслы, как художника-живописца
В своем творчестве он широко осветил жизнь, быт, культуру и природу узбекского народа, не обойдя стороной его сказания и эпосы, такие как: «Гор-оглы (Гёроглы)» — более 40 картин, «Алпамыш» — 24 картины, «Зардошт» — 5 картин.
В 1995 году к шестидесятилетию представил свою персональную выставку в Центральном выставочном зале Узбекистана.
В этом же году был награждён серебряной медалью за заслуги в изобразительном искусстве.
В 2000 году присвоено звание народного художника Узбекистана.
В 2005 году к семидесятилетию представил свою персональную выставку, состоящую из 450 работ в Центральном выставочном зале Узбекистана.
В 2013 году к восьмидесятилетию представил свою персональную выставку, состоящую из 520 работ в Центральном выставочном зале Узбекистана. Дети — Нигина и Манзура Юлдашевы.